# Barnauli repülőtér
A Barnauli repülőtér (IATA: BAX, ICAO: UNBB) (orosz nyelven: Международный аэропорт Барнаул имени Германа Титова) nemzetközi repülőtér Oroszországban, amely Barnaul közelében található. Éves utasforgalma 512 317 fő (2018).

## Futópályák
A repülőtér futópályái:
- 06/24

## Forgalom
Az utasforgalom az elmúlt években az alábbi módon változott:
| Utasok száma | 3575 | 37 771 | 33 773 | 38 777 | 378 075 | 512 317 | 512 317 | 519 743 | 291 413 | 514 693 |
|              | 2011 | 2012   | 2013   | 2014   | 2015    | 2017    | 2018    | 2019    | 2020    | 2021    |

## Légitársaságok és úticélok
The following airlines operate regular scheduled and charter flights at Barnauli repülőtér:
| Légitársaság      | Célállomások                                                          |
| ----------------- | --------------------------------------------------------------------- |
| Aeroflot          | Moscow–Sheremetyevo                                                   |
| Azur Air          | Szezonális charter: Nha Trang–Cam Ranh, Pattaya, Phuket               |
| Iraero            | Irkutsk, Moszkva–Domogyedovo, St. Petersburg Szezonális: Anapa, Sochi |
| Nordwind Airlines | Szezonális charter: Antalya                                           |
| Royal Flight      | Szezonális charter: Phuket                                            |
| S7 Airlines       | Moszkva–Domogyedovo, Novosibirsk                                      |
| Ural Airlines     | Khujand, Moszkva–Domogyedovo                                          |
| Utair             | Surgut                                                                |
| UVT Aero          | Kazan                                                                 |